# Сусило Бамбанг Јудојоно
Сусило Бамбанг Јудојоно (индон Susilo Bambang Yudhoyono) (рођен 9. децембра 1949) био је председник Индонезије од октобра 2004. а реизабран је 2009. године. У првом мандату потпредседник му је био Јусуф Кала а у другом Будионо. Налази се на челу Демократске странке. Мандат је завршио у октобру 2014. када га је наследио Џоко Видодо.
По занимању он је генерал индонежанске војске у пензији.
Јудојоно није његово презиме, већина људи са Јаве нема презиме, већ надимак из војске. Ожењен је и има два сина.